# Q1 (ビルディング)
Q1（正式名称:Queensland Number One）とは、オーストラリアのクイーンズランド州、ゴールドコーストにある、オーストラリア第1位の高さの超高層ビルである。
超高層マンションにもなっており、2011年にドバイのザ・トーチ（高さ352m、86階建）が竣工するまでは住宅としては世界一の高さであった。
建物の最上部ではなく、屋上まであるいは実際に居住できる階までの高さで計測した場合、当建築物よりもオーストラリアのメルボルンにある、ユーレカタワーのほうが高い。
かつては南半球で最も高いビルであったが、インドネシアにオートグラフタワーが完成し、順位を抜かれた。